# Гецко, Евгений Фёдорович
Евгений Фёдорович Гецко (род. 6 апреля 1943, Пшада, Краснодарский край) — советский футболист, полузащитник. Мастер спорта СССР (1964).

## Биография
Родился в посёлке Пшада Краснодарского края в семье офицера. У отца вскоре появилась другая семья в Киеве. Мать — железнодорожница, в 1947 году переехала с сыном в Куйбышев, работала на станции Безымянка. После 4 класса Гецко записался в футбольную секцию стадиона «Крылья Советов». Чемпион города в составе юношеской команды клуба (1958). С осени 1959 года работал слесарем на авиационном заводе, обучался в школе рабочей молодежи. С 1960 года — в группе подготовки.
С 1961 года — в команде мастеров «Крылья Советов», вышедшей в том сезоне в класс «А». Дебютировал в чемпионате 31 октября 1963 года, в гостевом матче против «Нефтяника» (0:1) выйдя после перерыва. Участник победного полуфинала Кубка СССР 1964 года против московского «Динамо» (3:2). В финальном матче против «Динамо» Киев (0:1) не играл, так как перед этим неудачно провёл матч чемпионата против ЦСКА.
В 1967 году хотел перейти в харьковский «Металлист». Так как переходы в пределах класса «А» были запрещены, Гецко сначала перешёл в «Металлург» (Куйбышев) из класса «Б». Был включён в заявку «Металлиста», но получил травму и вернулся в «Металлург». Затем играл за «Крылья Советов» (1970), «Волгарь» (Астрахань, 1971), «Корд» (Балаково, 1972). В 1973 году в «Волгаре» был играющим тренером. Не стал старшим тренером, так как не был членом КПСС и отказался от квартиры в отдалённом микрорайоне.
Окончил школу тренеров (1966). В течение месяца работал преподавателем физкультуры. На заводе «Металлург» работал сортировщиком лома, упаковщиком, прессовщиком, пока не получил серьёзную травму. Был помощником инженера по технике безопасности, банщиком в бассейне, начальником гимнастического корпуса стадиона.
Один из основателей и руководитель клуба ветеранов футбола команды «Крылья Советов».
Заслуженный ветеран «Крыльев Советов»

### Семья
В 1983 году скончалась первая жена, от которой две дочери.
Внук Илья Жбанов также футболист.